# Loch Lomond (Califòrnia)
Loch Lomond és una comunitat no incorporada al Comtat de Lake, al nord-oest de l'estat estatunidenc de Califòrnia. Està a una altitud de 859 metres. Per la comunitat passa un tram de l'autovia California State Route 175. Es troba a 47,01 quilòmetres de Santa Rosa, a 110,79 quilòmetres de Sacramento, a 123,81 quilòmetres de San Francisco i a 184,15 quilòmetres de San Jose; és directament nord de Cobb i 5,6 quilòmetres al nord de Whispering Pines. El codi postal de Loch Lomond és 95461 i està localitzat dins del codi d'àrea 707. Segons el cens del 1990, Loch Lomond tenia 95 habitants.

## Història i geografia
Loch Lomond és una petita comunitat turística de muntanya que anteriorment s'anomenava «Little Italy». Avui en dia negocis turístics com a «Italian Village» i «Biggi's Family Club» encara prosperen amb activitats d'estiu. Turistes trobaran que hi ha allotjament, un càmping, una botiga amb productes variats, servei postal, restaurant, bar i una cafeteria. Loch Lomond té una piscina per a la comunitat, la qual és la piscina olímpica que porta més temps en continu funcionament a Califòrnia.
A l'oest de l'autovia hi ha l'àrea protegida Loch Lomond Vernal Pool Ecological Reserve, un estany vernal propietat de la California Fish and Game.

## Política
En la legislatura estatal Loch Lomond estava en el 2n Districte del Senat, representats per la Demòcrata Noreen Evans, i en el 1r Districte d'Assemblea, representats pel Demòcrata Wesley Chesbro. Federalment, Loch Lomond està localitzada en el 1r districte congressual de Califòrnia, representats pel Demòcrata Mike Thompson.

## Galeria

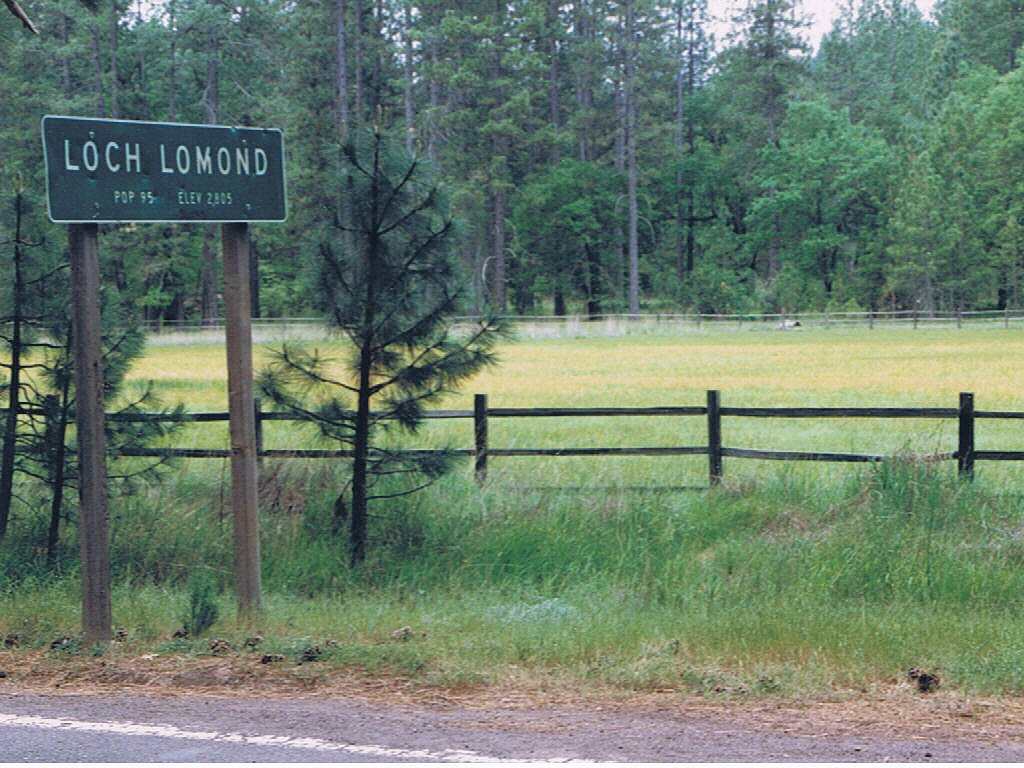
Loch Lomond Vernal Pool Ecological Reserve el 1995
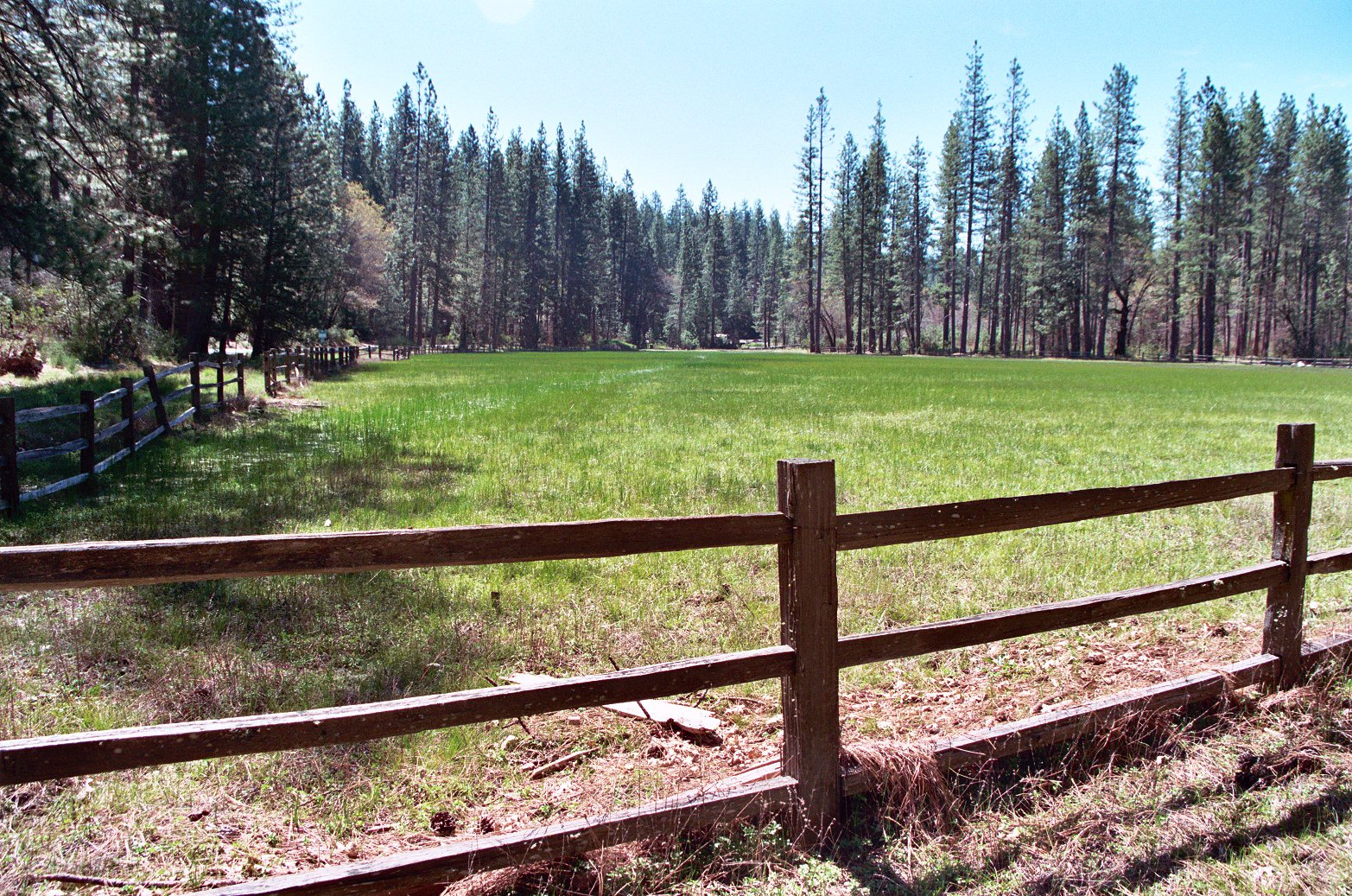
L'àrea protegida el 2008